# ثورة التصحيح
ثورة التصحيح وتعرف أيضا بأحداث مايو 1971، هو المصطلح الذي أطلق على عملية تنقيح الرئيس أنور السادات السلطة في مصر بعد إزاحته الناصريين اليساريين.

## تسجيلات الإنقلاب
كان أول فصول هذه القصة في مساء الثلاثاء 11 مايو 1971، عندما حضر أحد ضبّاط إدارة الرقابة بوزارة الداخليّة، إلى منزل السادات، وطلب مقابلته، وقدّم له عدّة تسجيلات بين اثنين من مراكز القوى من نظام عبدالناصر يخطّطان خلاله للانقلاب عليه وبعد 4 أيام، قام السادات بما عُرف بـ«ثورة التصحيح»، حيث قام باعتقال وإزاحة مراكز القوى الناصريّة عن الساحة، وعلى رأسهم؛ نائب رئيس الجمهورية على صبري، ووزير الدفاع محمد فوزي، ووزير الداخلية شعراوي جمعة، ووزير الإعلام محمد فائق، ورئيس البرلمان محمد لبيب شقير، وسكرتير رئيس الجمهورية سامي شرف، مُستعينًا بقائد الحرس الجمهوري حينها، اللواء الليثي ناصف.

## أعضاء مراكز القوى
أما عن خلفية ثورة التصحيح فتقول إن الرئيس عبدالناصر حين اختار السادات نائبا له أثار هذا باقي رجال عبدالناصر إلى أن تولى السادات الرئاسة خلفا لعبدالناصر مما جعل رجال ناصرفي حالة ترقب وفي إحدى ليالي مايو 1971 وبعد خلافات عديدة، أقال السادات وزير الداخلية شعراوي جمعة، وبعدها بساعات جاء رد رجال عبدالناصرعلى قراره، بتقديم استقالات جماعية بهدف إحداث فراغ دستورى وبثت الإذاعة خبرا عن استقالة 5 وزراء من منصبهم، على رأسهم وزير الحربية محمد فوزي، ووزير الداخلية شعراوي جمعة ووزير الإعلام محمد فائق. وبعد أقل من 48 ساعة، وفي خطاب للسادات أعلن عن اعتقال «مراكز القوى» وتشكيل أول وزارة تخلو من رجال عبدالناصر منذ ثورة يوليو 1952، وخلال الخطاب سرد «السادات» تفاصيل ما حدث معه ومحاولة إحداث فراغ سياسي، وأعلن تفاصيل التجسس عليه.
كان ذلك نتيجة لمحاولة هؤلاء بالقيام لانقلاب على نظام الحكم حيث استطاع كشف مخططهم بمحاصرتهم وإلقاء القبض عليهم داخل مبنى الإذاعة والتلفزيون وقد استعان في ذلك بعدة أشخاص أهمهم الليثي ناصف قائد الحرس الجمهوري وقتها.

## المحاكمات
وانعقدت محكمة استثنائية لمحاكمة أعضاء مراكز القوى بتهمة محاولة قلب نظام الحكم وصدر حكمًا بالإعدام ضد بعضهم، لكن السادات خفف الحكم إلى السجن لمدد متفاوتة، وقضى بعضهم المدة كاملة في السجن، وأفرج عن آخرين لأسباب صحية وفي 1978، صدر قرار رئيس الجمهوريّة، رقم 119 في نفس العام، بإنشاء مدينة على بُعد 35 كيلومترًا من القاهرة، جنوب شرق حلوان، سُميت مدينة 15 مايو تيمنًا بثورة التصحيح، كما وصل كوبري يحمل نفس الاسم بين ميدان سفنكس، عابرًا فرعي النيل عند الزمالك وأبوالعلا، بطول 4.5 كيلومترًا، حتّى يستقرُّ في بولاق.